# Tomoplagia atelesta
Tomoplagia atelesta är en tvåvingeart som beskrevs av Friedrich Georg Hendel 1914. Tomoplagia atelesta ingår i släktet Tomoplagia och familjen borrflugor.
Artens utbredningsområde är Bolivia. Inga underarter finns listade i Catalogue of Life.